# Château de Dyck
 (juillet 2017).
Le château de Dyck (en allemand Schloss Dyck) est un des plus représentatifs de Rhénanie.

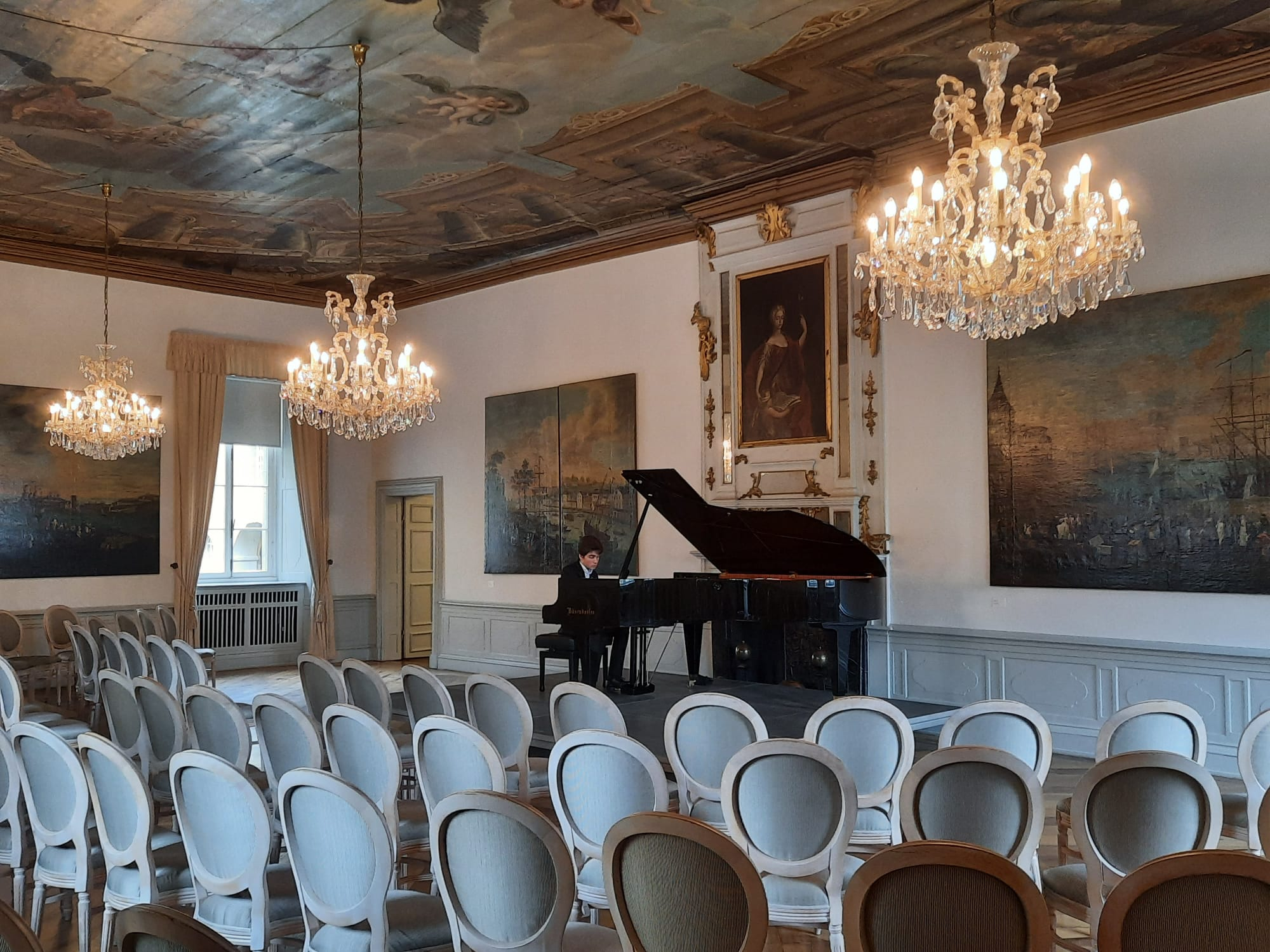
Salle de bal historique avec piano à queue

Le château est situé non loin de la ville de Neuss entre Grevenbroich-Jüchen et Mönchengladbach. Il est constitué d'un bâtiment principal et deux bâtiments de façade, entourés d'un fossé. 

## Histoire
Le château est cité pour la première fois en 1094. Hermannus de Dicco en a été ensuite le propriétaire. En 1383, les troupes alliées des villes de Cologne et d'Aix-la-Chapelle menées par Frédéric III de Saarwerden et par le duc Guillaume de Juliers et de Gueldre assaillent le château et le détruisent.
À la mort de Gerhard von Dycks en l'an 1394 prend fin la lignée mâle des Dyck et Jean V de Reifferscheidt (dès lors Reifferscheidt-Dyck) hérite du château. Plus tard, sous Jean VI, par une nouvelle acquisition, la lignée s'appelle désormais Salm-Reifferscheidt-Dyck.Ils reçoivent le titre de prince d'Empire en 1804. Le château fait partie de la Prusse rhénane après 1816.

### Le parc

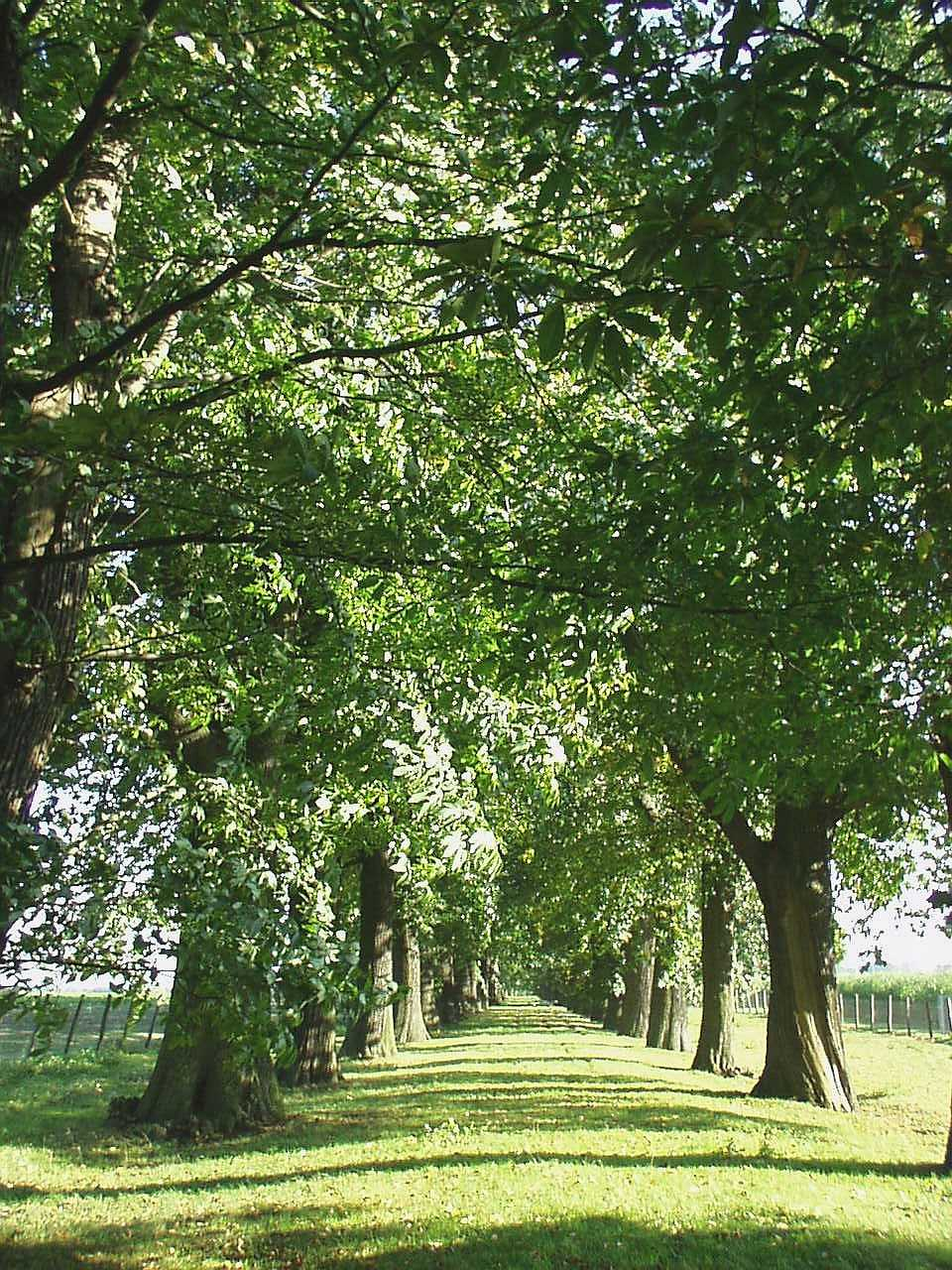
Allée du château de Dyck

La disposition significative du parc remonte à 1794 sous le seigneur Joseph de Salm-Reifferscheidt-Dyck (1773-1861) ; c'est un jardin à l'anglaise (architectes : surtout Thomas Blaikie, mais aussi Maximilian Friedrich Weyhe et Peter Joseph Lenné). Le seigneur lui-même était un érudit et collectionneur de pièces botaniques, en particulier le „Hortus Dyckensis", une bibliothèque comprenant de nombreux ouvrages de botanique. Dans le „Hortus Dyckensis", le seigneur enregistrait les particularités de toutes les plantes du parc et des jardins.
Une fondation s'occupe du château depuis 1999. En 2002 s'y est tenue l'exposition Euroga 2002+.

## Photographies

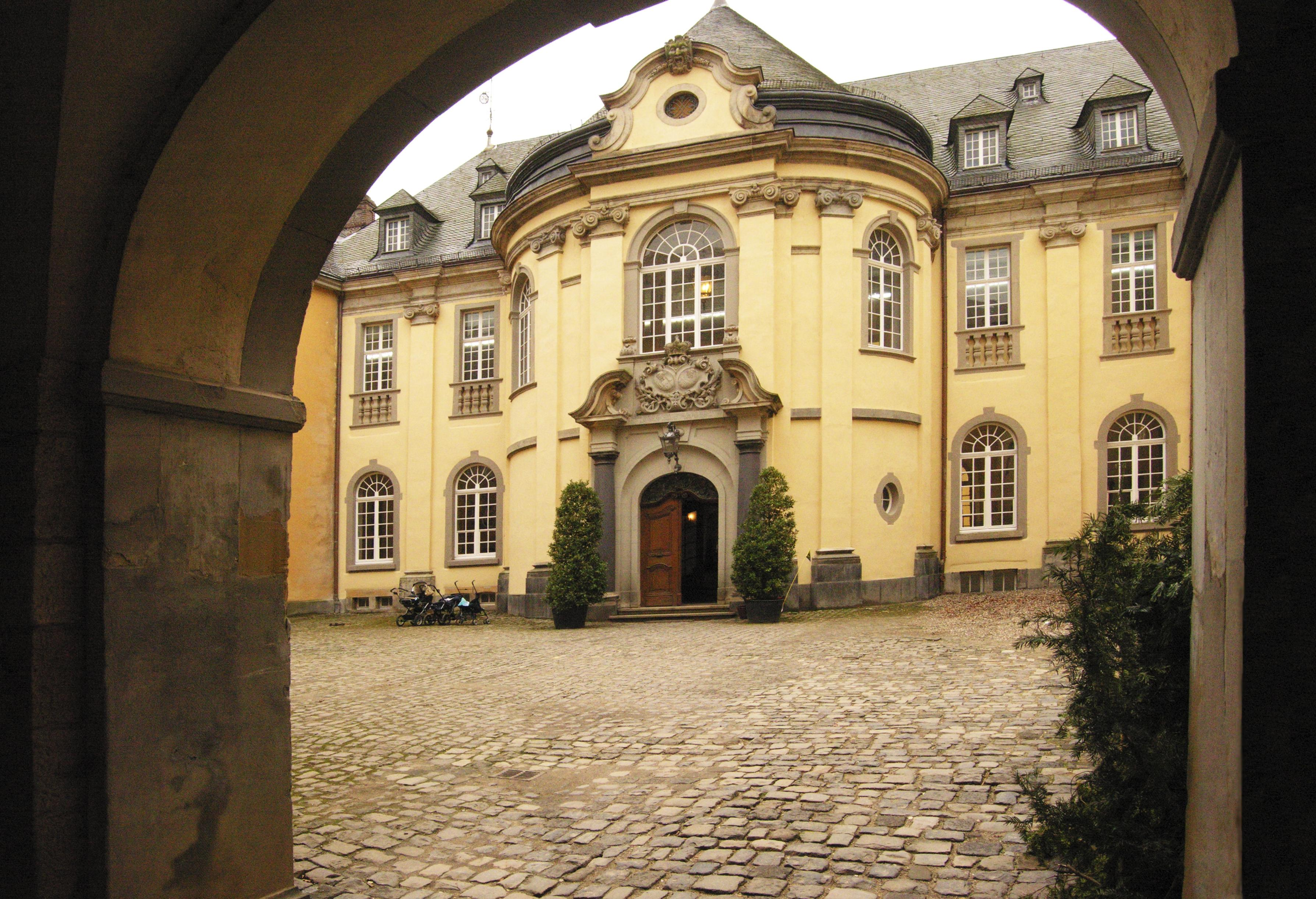
Cour intérieure
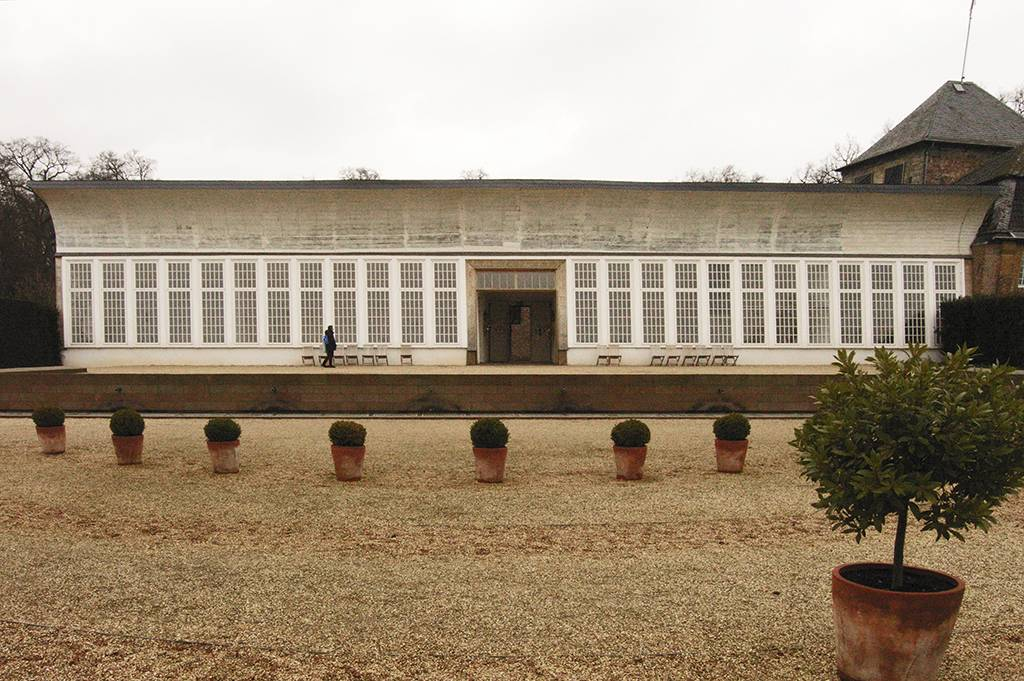
Orangerie
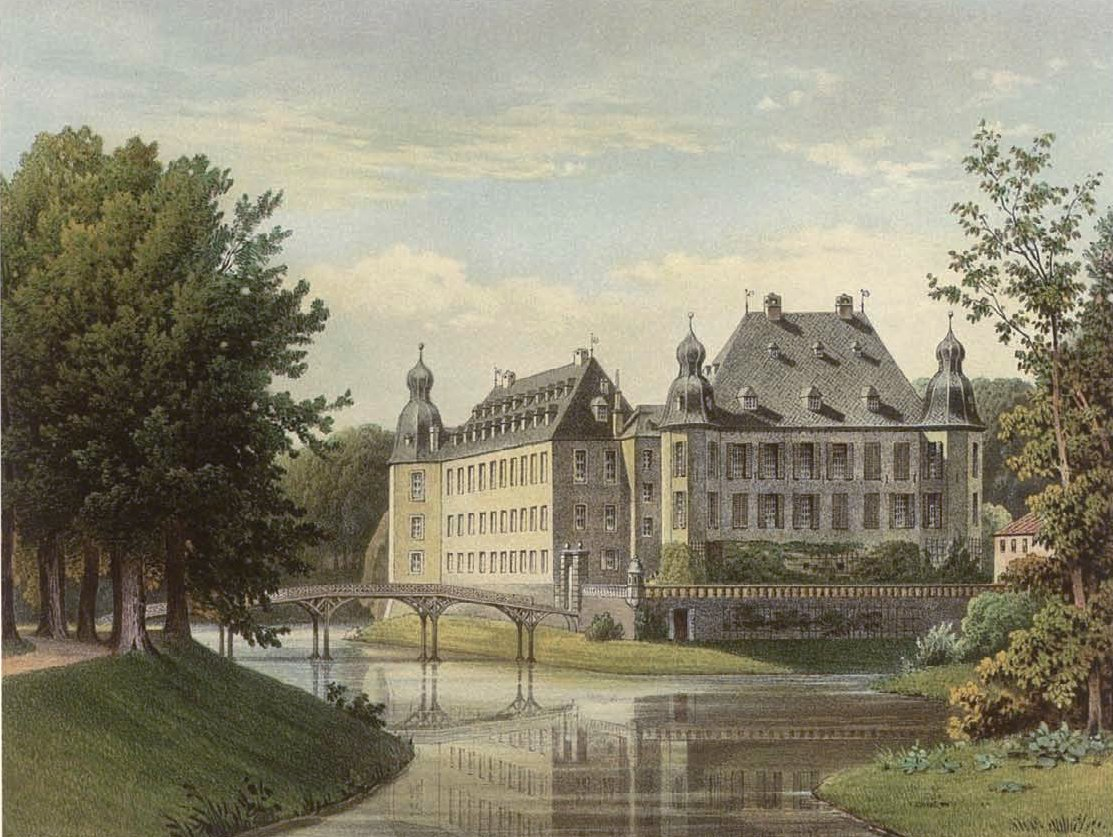
Le château de Dyck (collection Duncker)
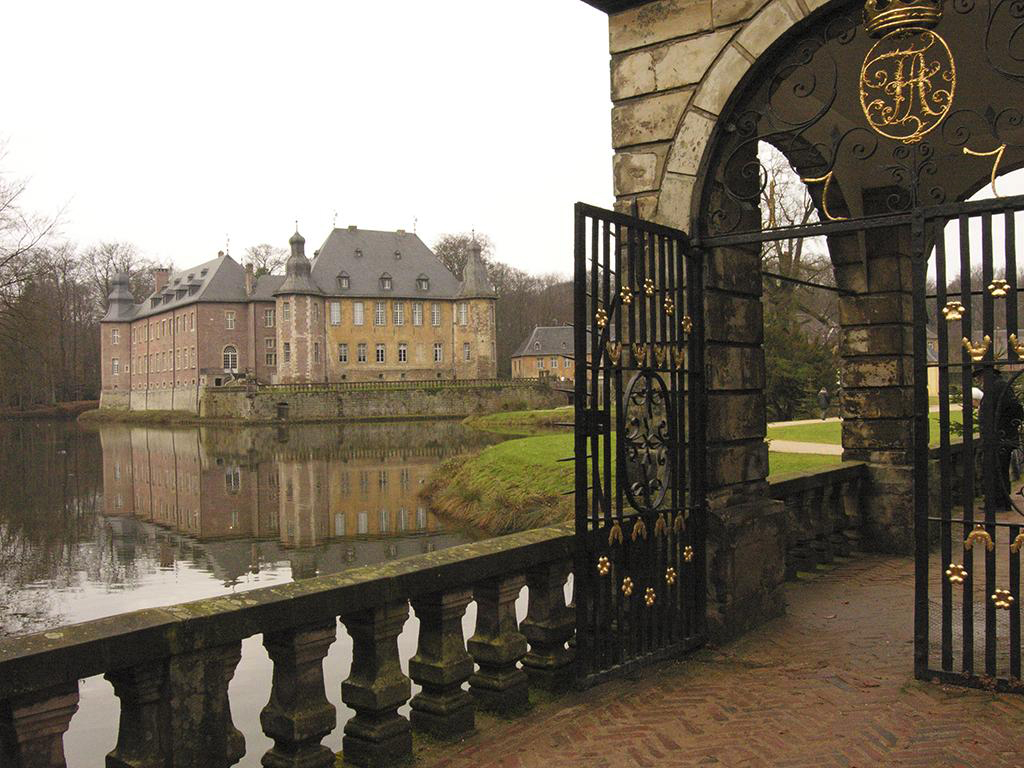
Le château de Dyck

## Page connexe
- Maison de Salm